# Перес, Джошуа
Джошуа Джованни Перес Фигероа (исп. и англ. Joshua Giovanni Pérez Figueroa; род. 21 января 1998, Монтебелло, Калифорния, США) — американский и сальвадорский футболист, нападающий клуба «Тампа-Бэй Раудис» и сборной Сальвадора.

## Клубная карьера
Племянник известного американского игрока Уго Переса, участника чемпионата мира 1994 года.
В 2013 году переехал в Италию, где стал тренироваться в академии «Фиорентины». 4 февраля 2016 года подписал с клубом свой первый профессиональный контракт. 28 ноября 2016 года дебютировал в Серии А в поединке против «Интера», выйдя на замену на 75-й минуте вместо Кристиана Тельо. 31 августа 2017 года отправился в аренду в клуб Серии C «Ливорно» на предстоявший сезон.
8 августа 2018 года вернулся играть в США, перейдя в клуб MLS «Лос-Анджелес», где был включён в дополнительный состав. 4 сентября 2018 года был отдан в аренду в клуб USL «Финикс Райзинг». За «Лос-Анджелес» дебютировал 29 сентября 2018 года в матче против «Чикаго Файр». 14 марта 2019 года вновь отправился в аренду в «Финикс Райзинг». 21 августа 2019 года в матче «Лос-Анджелеса» против «Сан-Хосе Эртквейкс» забил свой первый гол в MLS. 7 февраля 2020 года расторг контракт с «Лос-Анджелесом» по обоюдному согласию сторон.
25 июня 2020 года присоединился к клубу испанской Сегунды «Кастельон», подписав контракт на сезон 2020/21.
9 сентября 2020 года, расторгнув контракт с «Кастельоном» по взаимному согласию сторон, перешёл в клуб Сегунды B «Ивиса», подписав контракт на сезон 2020/21. За «Ивису» дебютировал 22 ноября 2020 года в матче против «Валенсии Местальи», выйдя на замену во втором тайме. 2 июля 2021 года достиг соглашения с «Ивисой» о расторжении контракта.
26 августа 2021 года подписал контракт с клубом Чемпионшипа ЮСЛ «Майами». Дебютировал за «Майами» 11 сентября 2021 года в матче против «Мемфиса 901». 30 октября 2021 года в матче заключительного тура регулярного сезона против «Чарлстон Бэттери» забил свой первый гол за «Майами».
8 февраля 2023 года подписал контракт с клубом итальянской Серии C «Монтеварки».
17 августа 2023 года вернулся в Чемпионшип ЮСЛ, подписав контракт с клубом «Тампа-Бэй Раудис» на оставшуюся часть сезона 2023. За «Раудис» дебютировал 18 августа 2023 года в матче против «Талсы», заменив во втором тайме Кэла Дженнингса. 16 сентября 2023 года в матче против «Сан-Антонио» забил свой первый гол за «Раудис».

## Международная карьера
Паспорт гражданина Сальвадора получил 1 марта 2021 года.
В составе сборной Сальвадора до 23 лет принимал участие в Мужском олимпийском квалификационном турнире КОНКАКАФ 2020 в марте 2021 года. 25 марта 2021 года в матче против сборной Гаити до 23 лет сделал дубль.
Свой дебют за сборную Сальвадора, в матче квалификации чемпионат мира 2022 против сборной Американских Виргинских Островов, отметил голом. Был включён в состав сборной на Золотой кубок КОНКАКАФ 2021. Был включён в состав сборной на Золотой кубок КОНКАКАФ 2023.

## Достижения
Командные
 «Лос-Анджелес»
- Победитель регулярного чемпионата MLS: 2019